# Любчо Мешков
Любчо Мешков (на македонска литературна норма: Љупчо Мешков) е политик от Северна Македония.

## Биография
Роден е през 1948 година в град Скопие, днес Северна Македония. Завършва Юридическия факултет на Скопския университет. От 1973 година работи във фонда за пенсионно и инвалидно осигуряване на Социалистическа Република Македония. Между октомври 1993 и септември 1994 е член на борда на директорите на Спортното дружество „Вардар“. От 2000 до 2002 е генерален директор на фонда. Членува в Либералната партия и е народен представител във второто, четвъртото и петото Събрание на Република Македония. В периода 2006-2008 година е министър на труда и социалната политика.